# Nikobarbulbyl
Nikobarbulbyl (Hypsipetes nicobariensis) är en fågel i familjen bulbyler inom ordningen tättingar.

## Utseende
Nikobarbulbylen är en 20 cm lång, färglös bulbyl. Den har mörkbrun hjässa och nacke, medan resten av ovansidan är ljusare brun. På undersidan är den vitaktig på strupen och bröstet, övergående i en gulaktig anstrykning på buk och undre stjärttäckare.

## Utbredning och systematik
Nikobarbulbylen förekommer i skogar i indiska ögruppen Nikobarerna i Bengaliska viken. Den behandlas som monotypisk, det vill säga att den inte delas in i några underarter. 

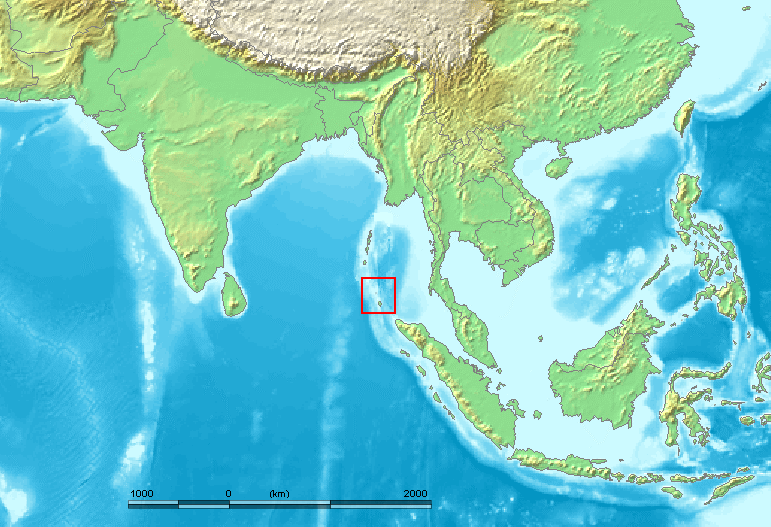
Fågeln är endemisk för Nikobarerna öster om Bengaliska viken.

### Släktestillhörighet
Nikobarbulbylen har tidigare placerats i släktet Ixos. Genetiska studier visar dock att den istället är systerart till arterna i Hypsipetes, och förs därför dit.

## Levnadssätt
Nikobarbulbylen hittas i skog och gräsmarker, men även i trädgårdar, ungskog, kokos- och gummiplantage och kring bebyggelse. Fågeln ses oftast i par eller i små grupper med fem till sex individer. Den verkar häcka tidigt under året eftersom mycket unga fåglar ses i februari. Födan är okänd.

## Status och hot
Nikobarbulbylen tros ha en liten världspopulation uppskattad till endast mellan 1500 och 7000 vuxna individer. Den tros dessutom minska i antal till följd av skogsavverkning för jordbruk och vägbyggen. Internationella naturvårdsunionen IUCN kategoriserar arten som nära hotad.